# مورشوانگ
مورشوانگ (به آلمانی: Mörschwang) یک منطقهٔ مسکونی در اتریش است که در ناحیه راید ایم اینکرایس واقع شده‌است. مورشوانگ ۱۱ کیلومتر مربع مساحت دارد ۳۸۳ متر بالاتر از سطح دریا واقع شده‌است.